# モミジバフウ
モミジバフウ（紅葉葉楓、学名: Liquidambar styraciflua）は、フウ科フウ属の落葉高木。北米原産で、別名アメリカフウやアメリカソゴウコウノキともよばれる。中国原産のフウのなかまで、葉がモミジのように5裂から7裂するのが特徴で、和名の由来にもなっている。公園樹や街路樹にされる。
リンネの『植物の種』（1753年）で記載された植物の一つである。

## 分布・生育地
北アメリカ中南部から東部、および中央アメリカの原産。日本へは、大正時代に渡来し、本州（東北中部）以南の暖地を中心に、街路や公園に植栽されている。
立地条件は、肥沃で多湿な場所や水害の影響を受けるような場所に好んで生え、乾燥した場所は好まないという性質がある。

## 特徴
落葉広葉樹の高木で、日本では高さ15 - 25メートル (m) ほどであるが、原産地では45 mの巨木になるものもある。樹皮は灰色、淡紅褐色、黒褐色を帯びて、生長するに従いコルク層が発達して縦に裂けるようになる。一年枝は無毛でつやがあり、二年枝以後の若枝には厚いコルク質の稜（りょう）が見られる。
葉は互生して形はカエデに似ており、5 - 7裂した掌状で光沢がある。葉はふつう5裂するが、切れ込みの深さは多少変異があり、裂片がやや角張る葉もある。葉縁には細かい鋸歯がある。秋には美しく紅葉する。紅葉の色づき方はさまざまで、黄色、橙色、紫褐色、赤色などがあるが、比較的暖かい地方でもこの多様な色づき方が見られる。紅葉は赤色系が中心だが、日当たりが悪い部分は黄色や緑色が残るので、しばしば木全体がグラデーションになって美しい。
花期は4月ごろ。雌雄同株で、雄花と雌花が別々に頭状花序をつける。雄花は細長い穂状の花序、雌花は黄緑色を帯びた球形の花序となる。
果期は秋。果実は集合果で径3センチメートル (cm) でぶら下がってつく。実は硬く、フウよりも大きく全体に鋭いトゲがあり、葉が散った後も枝に残るので目立つ。
冬芽は長さ7 - 11ミリメートル (mm) の卵形から長卵形で、赤褐色でつやがある芽鱗6 - 10枚に覆われている。冬芽のわきにある葉痕は半円形から腎形で、維管束痕は3個ある。

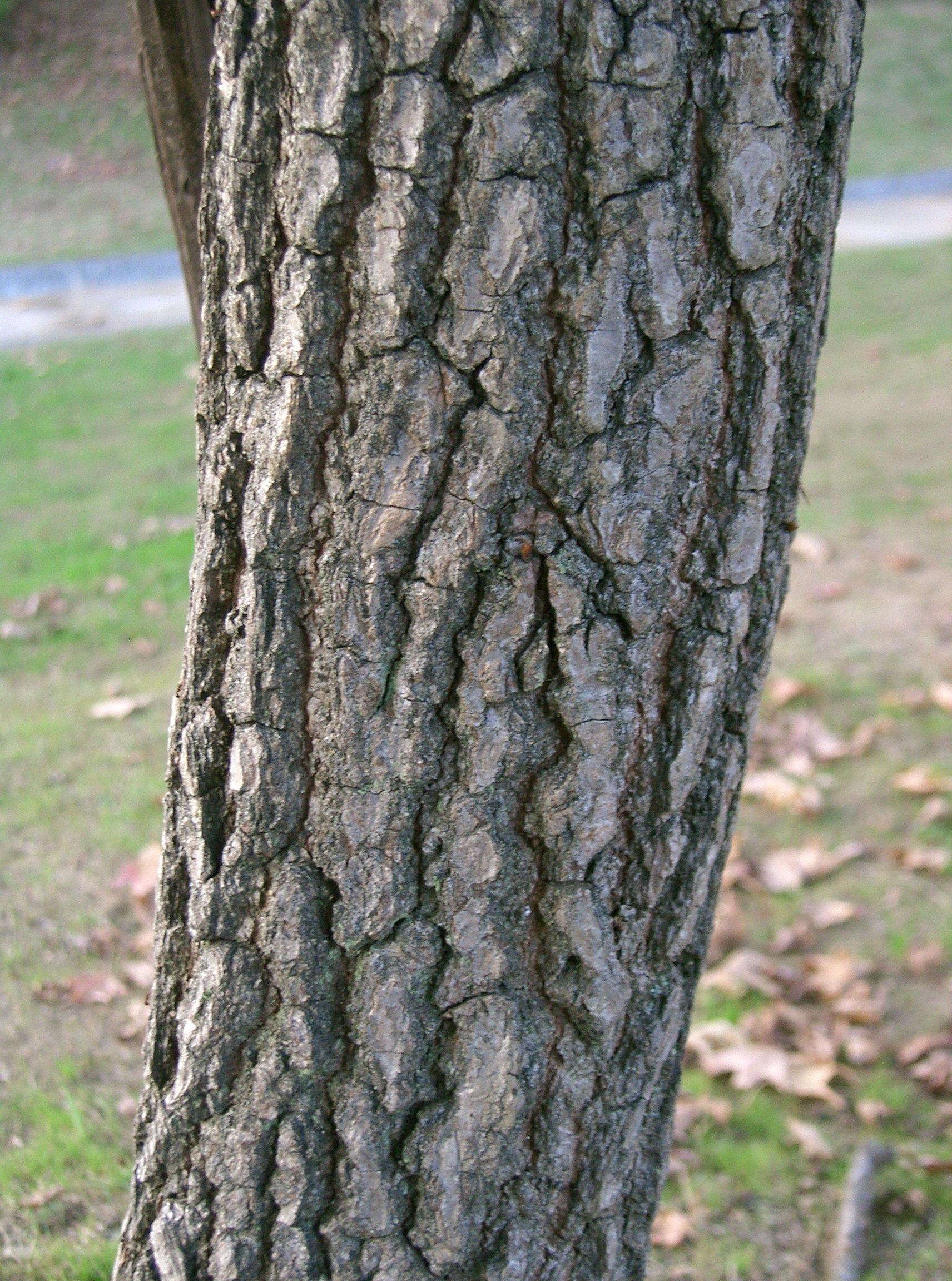
樹皮
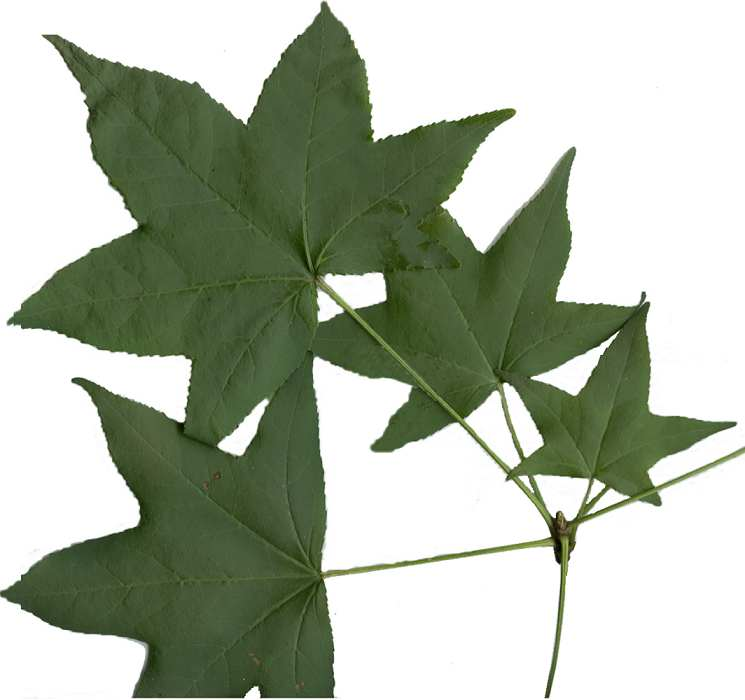
葉
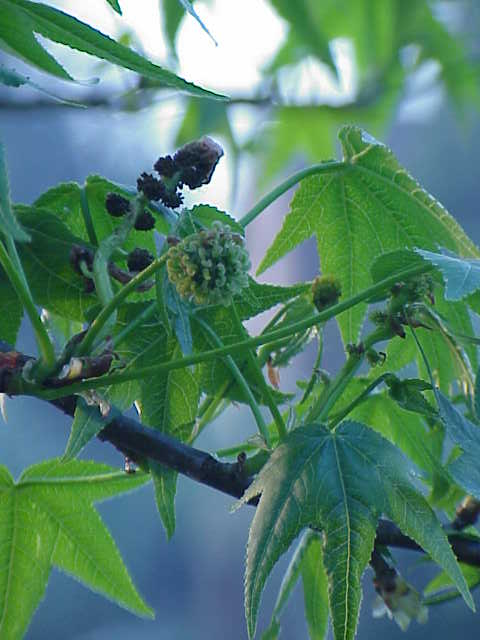
花
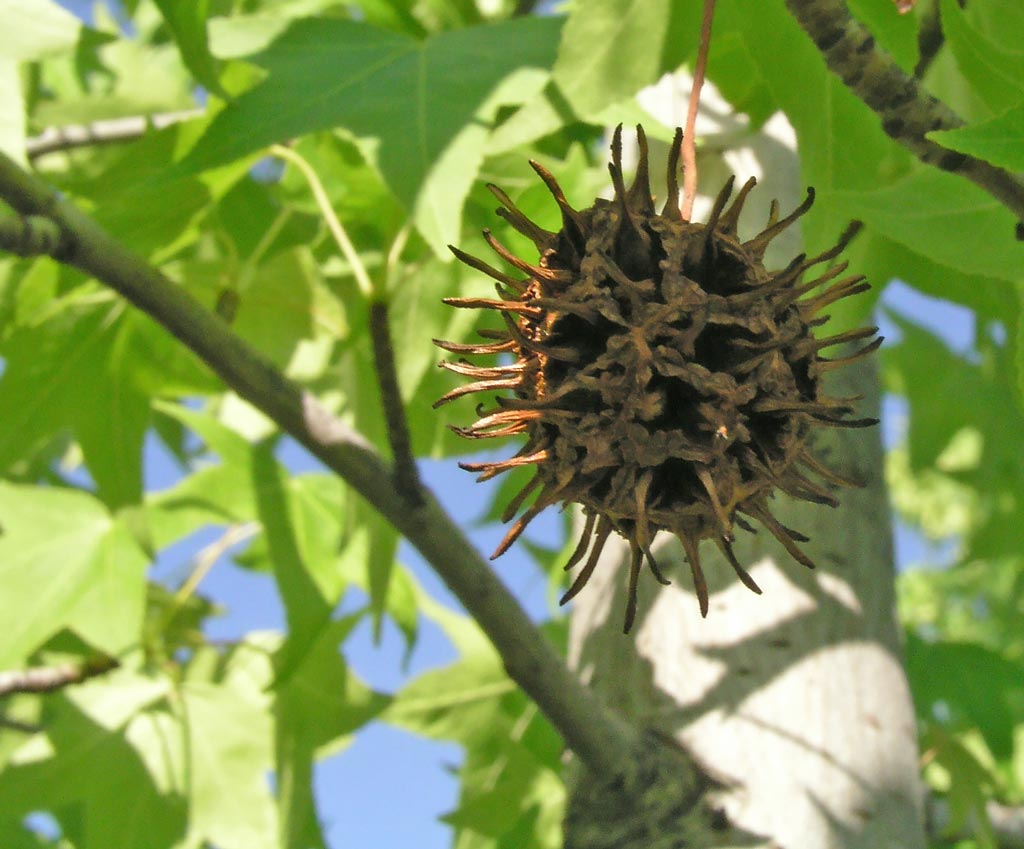
熟した果実

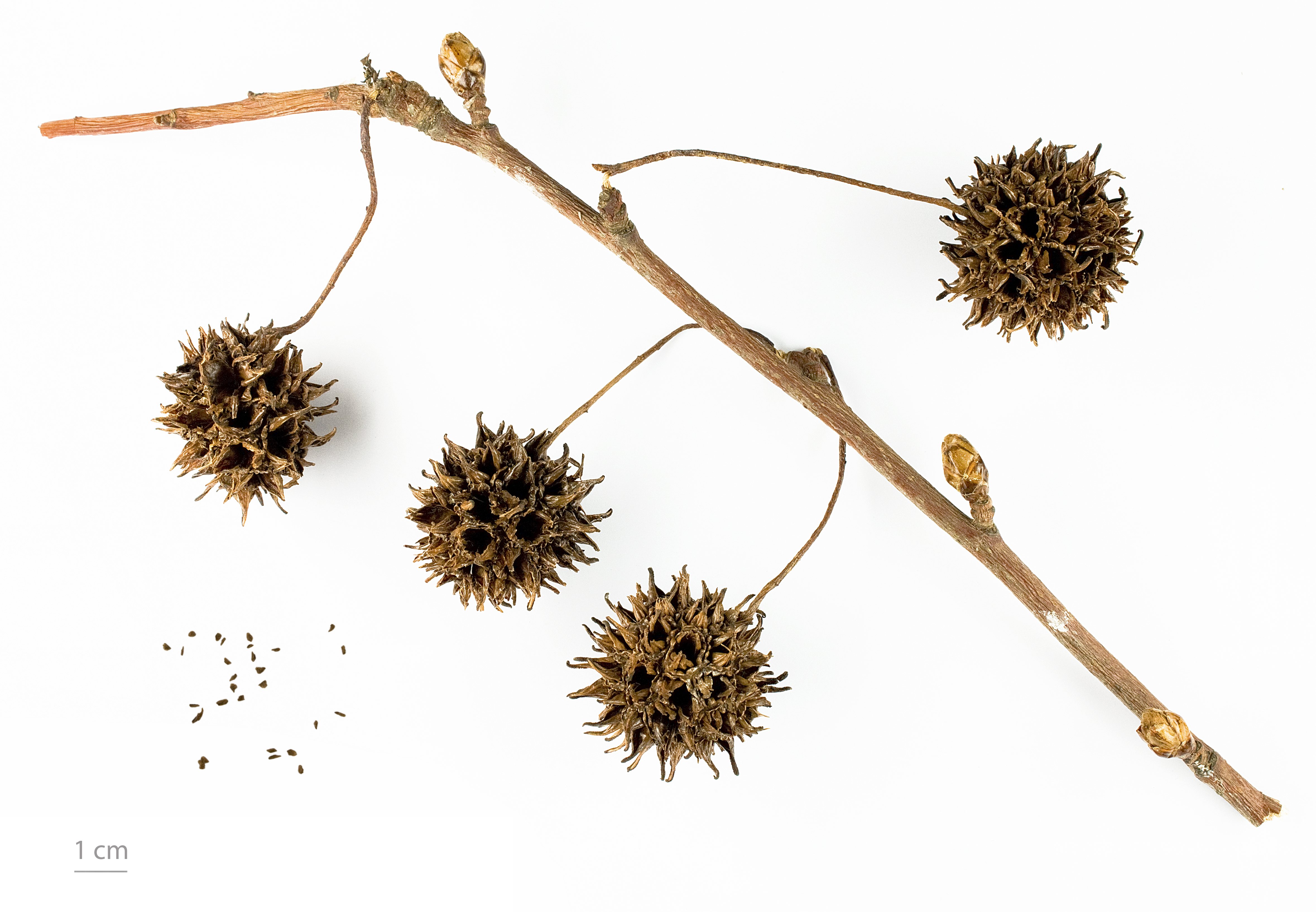
Museum specimen

## 保全状況評価
- LOWER RISK - Least Concern (IUCN Red List Ver. 2.3 (1994))[10]

## 利用
葉が大きく紅葉も見応えがあり、公園樹や街路樹などによく植えられている。暖地でも鮮やかに紅葉するので、暖かい都市部では街路樹として人気がある。
樹脂は「アメリカ蘇合香」と呼ばれ香料となるが、香りは蘇合香に劣る。果実はクリスマスのリースに使われる。

## 近縁種
フウ属には葉の形からモミジバフウ（5 - 7裂）とサンカクバフウ（3裂）がある。前者はアメリカフウ（北米・中南米原産）、後者は単にフウ（中国・台湾原産）、タイワンフウとも呼ばれる。ともに日本で街路樹・公園木などとして普通に植栽され、秋の紅葉が特に美しい。
また、フウは「楓」と書かれるが、カエデはムクロジ目に属し翼果をつけるのに対し、フウ属は雌花の花序が球形で垂れ下がるので区別できる。